# Lijst van actrices in de jaren 1930
Deze lijst bevat actrices die werkzaam waren in de jaren 1930.

## A
- Truus van Aalten (1910-1999)
- Katharine Alexander (1898-1981)
- Adrianne Allen (1907-1993)
- Adrienne Ames (1907-1947)
- Dorothy Appleby (1906-1990)
- Jean Arthur (1900-1991)
- Mary Astor (1906-1987)

## B
- Fay Bainter (1893-1968)
- Tallulah Bankhead (1902-1968)
- Binnie Barnes (1903-1998)
- Mona Barrie (1909-1964)
- Louise Beavers (1902-1962)
- Constance Bennett (1904-1965)
- Joan Bennett (1910-1990)
- Tala Birell (1907-1958)
- Clara Blandick (1880-1962)
- Joan Blondell (1906-1979)
- Mary Boland (1880-1965)
- Lilian Bond (1908-1991)
- Beulah Bondi (1888-1981)
- Lily Bouwmeester (1901-1993)
- Mary Brian (1906-2002)
- Helen Brown (1915-1994)
- Billie Burke (1884-1970)
- Kathleen Burke (1913-1980)

## C
- Nancy Carroll (1903-1965)
- Lynne Carver (1909-1955)
- Helen Chandler (1906-1965)
- Ruth Chatterton (1893-1961)
- Virginia Cherrill (1908-1996)
- Dorothy Christy (1906-1977)
- Mae Clarke (1910-1992)
- Claudette Colbert (1903-1996)
- Joyce Compton (1907-1997)
- Inez Courtney (1908-1975)
- Joan Crawford (1905-1977)
- Henrietta Crosman (1861-1944)

## D
- Frances Dade (1910-1968)
- Esther Dale (1885-1961)
- Lili Damita (1904-1994)
- Jane Darwell (1879-1967)
- Bette Davis (1908-1989)
- Marlene Dietrich (1901-1992)
- Jean Dixon (1896-1981)
- Billie Dove (1903-1997)
- Frances Drake (1912-2000)
- Marie Dressler (1868-1934)
- Emma Dunn (1875-1966)
- Irene Dunne (1898-1990)
- Deanna Durbin (1921)

## E
- Madge Evans (1909-1981)

## F
- Frances Farmer (1913-1970)
- Glenda Farrell (1904-1971)
- Louise Fazenda (1895-1962)
- Joan Fontaine (1917-2013)
- Mary Forbes (1879-1974)
- Sidney Fox (1910-1942)
- Pauline Frederick (1883-1938)

## G
- Greta Garbo (1905-1990)
- Peggy Ann Garner (1932-1984)
- Marjorie Gateson (1891-1977)
- Janet Gaynor (1906-1984)
- Wynne Gibson (1903-1987)
- Paulette Goddard (1910-1990)
- Virginia Grey (1917-2004)
- Ethel Griffies (1878-1975)

## H
- Sara Haden (1899-1981)
- Ann Harding (1901-1981)
- Jean Harlow (1911-1937)
- Olivia de Havilland (1916)
- Helen Hayes (1900-1993)
- Rita Hayworth (1918-1987)
- Charlotte Henry (1913-1980)
- Louise Henry (1911-2011)
- Katharine Hepburn (1907-2003)
- Miriam Hopkins (1902-1972)
- Hedda Hopper (1885-1966)
- Benita Hume (1906-1967)
- Ruth Hussey (1911-2005)

## J
- Isabel Jewell (1907-1972)

## K
- Patsy Kelly (1910-1981)

## L
- Molly Lamont (1910-2001)
- Elissa Landi (1904-1948)
- Gwen Lee (1904-1961)
- Vivian Leigh (1913-1967)
- Diana Lewis (1919-1997)
- Winnie Lightner (1899-1971)
- Doris Lloyd (1896-1968)
- Carole Lombard (1908-1942)
- Bessie Love (1898-1986)
- Myrna Loy (1905-1993)
- Sharon Lynn (1901-1963)

## M
- Helen Mack (1913-1986)
- Aline MacMahon (1899-1991)
- Marjorie Main (1890-1975)
- Joan Marsh (1913-2000)
- Marian Marsh (1913-2006)
- Hattie McDaniel (1892-1952)
- Nina Mae McKinney (1912-1967)
- Una Merkel (1903-1986)
- Gertrude Michael (1911-1964)
- Grace Moore (1898-1947)
- Polly Moran (1883-1952)
- Karen Morley (1909-2003)

## N
- Doris Nolan (1916-1998)

## O
- Una O'Connor (1880-1959)
- Merle Oberon (1911-1979)
- Edna May Oliver (1883-1949)
- Rafaela Ottiano (1888-1942)

## P
- Anita Page (1910-2008)
- Cecilia Parker (1914-1993)
- Helen Parrish (1923-1959)
- Gail Patrick (1911-1980)
- Elizabeth Patterson (1875-1966)
- Dorothy Peterson (1897-1979)
- Mary Pickford (1892-1979)
- Zasu Pitts (1894-1963)
- Marie Prevost (1896-1937)
- Aileen Pringle (1895-1989)

## Q
- Juanita Quigley (1931)

## R
- Luise Rainer (1910)
- Jessie Ralph (1864-1944)
- Marjorie Rambeau (1889-1970)
- Elisabeth Risdon (1887-1958)
- May Robson (1858-1942)
- Ginger Rogers (1911-1995)
- Rosalind Russell (1907-1976)
- Ann Rutherford (1920)

## S
- Virginia Sale (1899-1992)
- Dorothy Sebastian (1903-1957)
- Norma Shearer (1902-1983)
- Ann Sheridan (1915-1967)
- Sylvia Sidney (1910-1999)
- Alison Skipworth (1863-1952)
- Martha Sleeper (1907-1983)
- Barbara Stanwyck (1907-1990)
- Margaret Sullavan (1911-1960)

## T
- Verree Teasdale (1904-1987)
- Genevieve Tobin (1899-1995)
- Thelma Todd (1905-1935)
- Lana Turner (1921-1995)

## U
- Helen Vinson (1907-1999)

## W
- Nella Walker (1886-1971)
- Virginia Walker (1916-1946)
- Lucile Watson (1879-1962)
- Virginia Weidler (1927-1968)
- Mae West (1893-1980)
- Nydia Westman (1902-1970)
- Alice White (1904-1983)
- Lois Wilson (1894-1988)
- Cora Witherspoon (1890-1957)
- Marie Wright (1862-1949)

## Y
- Loretta Young (1913-2006)